# Rubus lobophyllus
Rubus lobophyllus är en rosväxtart som beskrevs av Y.K. Shih och Franklin Post Metcalf. Rubus lobophyllus ingår i släktet rubusar, och familjen rosväxter. Inga underarter finns listade i Catalogue of Life.